# Kom helge Ande, att möta min själ
Kom helge Ande, att möta min själ eller Kom helge Ande, att gästa min själ är en sång med text av Albert E. Mingay. 
Sången översattes till svenska och tonsattes 1950 av Gösta Blomberg.

## Publicerad i
- Frälsningsarméns sångbok 1968 som nr 186 under rubriken "Helgelse".
- Frälsningsarméns sångbok 1990 som nr 427 under rubriken "Helgelse".